# Hadena annulata
Hadena annulata là một loài bướm đêm trong họ Noctuidae.